# ستيفن جونسون (لاعب كرة قدم أمريكية)
ستيفن جونسون (بالإنجليزية: Steven Johnson)‏ هو لاعب كرة قدم أمريكية أمريكي، ولد في 28 مارس 1988 في ميديا في الولايات المتحدة.

## وصلات خارجية
- ستيفن جونسون على موقع مرجع كرة القدم المحترفة.كوم (الإنجليزية)
- ستيفن جونسون على موقع كلية كرة القدم في سبورتس رفرنس.كوم (الإنجليزية)